# 第24回全日本女子サッカー選手権大会
第24回全日本女子サッカー選手権大会（だい24かいぜんにほんじょしさっかーせんしゅけんたいかい）は、2003年1月12日から1月26日にかけて行われた全日本女子サッカー選手権大会。日本女子サッカーリーグ（L・リーグ）参加チームがさらに1チーム増えたことにより21チームで実施した。
L・リーグで躍進著しいさいたまレイナスFC（←浦和レイナスFC）がはじめて準決勝に進出。L・リーグで2年連続総合1位の日テレ・ベレーザに準決勝で対戦し、延長Vゴールで敗退するという健闘を見せた。そのベレーザは、準決勝でYKK東北女子サッカー部フラッパーズを破って3年連続で決勝進出した田崎ペルーレFCと対戦。過去2大会連続で準優勝だった田崎は1-0という最小の得失点により第21回大会以来の優勝となった。

## 成績
- 優勝：田崎ペルーレFC
- 準優勝：日テレ・ベレーザ
- 第3位：YKK東北女子サッカー部フラッパーズ、さいたまレイナスFC

## 出場チーム

### 日本女子サッカーリーグ
（第14回L・リーグ総合成績順）
- 日テレ・ベレーザ
- 田崎ペルーレFC
- さいたまレイナスFC（←浦和レイナスFC）
- 伊賀フットボールクラブくノ一
- 宝塚バニーズレディースサッカークラブ
- スペランツァF.C.高槻
- YKK東北女子サッカー部フラッパーズ
- ASエルフェン狭山FC
- ジェフユナイテッド市原レディース
- 清水第八スポーツクラブ
- ルネサンス熊本フットボールクラブ

### 北海道地域
- J・シーガル

### 東北地域
- 聖和学園高等学校

### 関東地域
- 日テレ・メニーナ
- 日本体育大学女子サッカー部

### 北信越地域
- 大原学園JaSRA女子サッカークラブ

### 東海地域
- 伊賀フットボールクラブフロイライン

### 関西地域
- ラガッツァF.C.高槻スペランツァ

### 中国地域
- 岡山湯郷Belle

### 四国地域
- 高知JFC ROSA

### 九州地域
- 福岡女学院FCアンクラス

## 開催方式

### 試合規定
- 試合時間
  - 1、2回戦:80分（40分ハーフ）
  - 準々決勝以降:90分（45分ハーフ）
- 規定時間内に決しない場合は20分（10分ハーフ）の延長戦（Vゴール方式）→決しない場合はPK戦
- 登録選手:ベンチ入り16名（交代出場3名まで）
- 入場料 
  - 1、2回戦:無料
  - 準々決勝、準決勝、決勝:有料

### 試合会場
1回戦
- 群馬県営サッカー場
- 上野市運動公園競技場
- 高崎市浜川陸上競技場
- 大分総合競技場サッカーラグビーAコート

2回戦
- 府中町揚倉山健康運動公園球技場
- 大分総合競技場サッカーラグビーAコート
- 上野市運動公園競技場
- 京都府立山城運動公園太陽が丘陸上競技場

準々決勝
- 広島県営広島スタジアム
- 西京極総合運動公園陸上競技場

準決勝
- 国立西が丘サッカー場

決勝
- 国立霞ヶ丘競技場陸上競技場

## 結果

### 1回戦
| 2003年1月12日 11:00 |

| 福岡女学院FCアンクラス | 0 - 4 | 大原学園JaSRA女子サッカークラブ |
|                        |       |                                 |

| 群馬県営サッカー場 |

| 2003年1月12日 13:00 |

| ラガッツァF.C.高槻スペランツァ | 1 - 2v (延長) | 日本体育大学女子サッカー部 |
|                                |               |                            |

| 群馬県営サッカー場 |

| 2003年1月12日 11:00 |

| 伊賀フットボールクラブフロイライン | 2 - 5 | 岡山湯郷Belle |
|                                    |       |               |

| 上野市運動公園競技場 |

| 2003年1月12日 13:00 |

| 日テレ・メニーナ | 3 - 0 | 聖和学園高等学校 |
|                  |       |                  |

| 上野市運動公園競技場 |

| 2003年1月12日 11:00 |

| J・シーガル | 2 - 0 | 高知JFC ROSA |
|             |       |              |

| 大分総合競技場サッカーラグビー Aコート |

### 2回戦
| 2003年1月18日 11:00 |

| 日テレ・ベレーザ | 1 - 0 | 大原学園JaSRA女子サッカークラブ |
|                  |       |                                 |

| 府中町揚倉山健康運動公園球技場 |

| 2003年1月18日 13:00 |

| ジェフユナイテッド市原レディース | 3 - 1 | ASエルフェン狭山FC |
|                                  |       |                    |

| 府中町揚倉山健康運動公園球技場 |

| 2003年1月18日 10:00 |

| 宝塚バニーズレディース サッカークラブ | 1 - 3 | 日本体育大学女子サッカー部 |
|                                       |       |                            |

| 大分総合競技場サッカーラグビー Aコート |

| 2003年1月18日 12:00 |

| 岡山湯郷Belle | 1 - 4 | さいたまレイナスFC |
|               |       |                    |

| 大分総合競技場サッカーラグビー Aコート |

| 2003年1月18日 10:00 |

| 伊賀フットボールクラブくノ一 | 2 - 1 | 日テレ・メニーナ |
|                              |       |                  |

| 上野市運動公園競技場 |

| 2003年1月18日 12:00 |

| 清水第八スポーツクラブ | 0 - 4 | YKK東北女子サッカー部フラッパーズ |
|                        |       |                                   |

| 上野市運動公園競技場 |

| 2003年1月18日 11:00 |

| スペランツァF.C.高槻 | 8 - 0 | ルネサンス熊本フットボールクラブ |
|                      |       |                                  |

| 京都府立山城運動公園太陽が丘 陸上競技場 |

| 2003年1月18日 13:00 |

| J・シーガル | 0 - 4 | 田崎ペルーレFC |
|             |       |                |

| 京都府立山城運動公園太陽が丘 陸上競技場 |

### 準々決勝
| 2003年1月19日 11:00 |

| 日テレ・ベレーザ | 4 - 0 | ジェフユナイテッド市原レディース |
|                  |       |                                  |

| 広島県営広島スタジアム |

| 2003年1月19日 13:30 |

| さいたまレイナスFC | 2 - 0 | 日本体育大学女子サッカー部 |
|                    |       |                            |

| 広島県営広島スタジアム |

| 2003年1月19日 13:30 |

| 伊賀フットボールクラブくノ一 | 1 - 1 (延長) | YKK東北女子サッカー部フラッパーズ |
|                              |              |                                   |
|                              | PK戦         |                                   |
|                              | 0 - 3        |                                   |

| 西京極総合運動公園陸上競技場 |

| 2003年1月19日 11:00 |

| スペランツァF.C.高槻 | 0 - 1 | 田崎ペルーレFC |
|                      |       |                |

| 西京極総合運動公園陸上競技場 |

### 準決勝
| 2003年1月25日 11:00 |

| 日テレ・ベレーザ | 1v - 0 (延長) | さいたまレイナスFC |
|                  |               |                    |

| 国立西が丘サッカー場 |

| 2003年1月25日 13:30 |

| YKK東北女子サッカー部フラッパーズ | 1 - 3 | 田崎ペルーレFC |
|                                   |       |                |

| 国立西が丘サッカー場 |

### 決勝
| 2003年1月26日 13:00 |

| 日テレ・ベレーザ | 0 - 1 | 田崎ペルーレFC |
|                  | [ 1 ] | 大谷未央 82分  |

| 国立霞ヶ丘陸上競技場 観客数: 1,389人 |